# Temporada 1946-47 de los Providence Steamrollers
La Temporada 1946-47 fue la primera de los Providence Steamrollers en la BAA. El equipo se nutrió sobre todo de jugadores salido de la universidad local, la Universidad de Rhode Island, de donde procedían cinco jugadores. La temporada regular acabó con 28 victorias y 32 derrotas, ocupando el cuarto puesto de la División Este, no logrando clasificarse para los playoffs.

## Temporada regular
| # | División Este           | División Este | División Este | División Este | División Este |
| # | Equipo                  | G             | P             | %             | PD            |
| - | ----------------------- | ------------- | ------------- | ------------- | ------------- |
| 1 | x-Washington Capitols   | 49            | 11            | .817          | –             |
| 2 | x-Philadelphia Warriors | 35            | 25            | .583          | 14            |
| 3 | x-New York Knicks       | 33            | 27            | .550          | 16            |
| 4 | Providence Steamrollers | 28            | 32            | .467          | 21            |
| 5 | Boston Celtics          | 22            | 38            | .367          | 27            |
| 6 | Toronto Huskies         | 22            | 38            | .367          | 27            |

## Estadísticas
| Rk | Jugador             | Edad | P  | PT | MP | TC  | TCI  | %TC  | 3P | 3PI | %3P | TL  | TLI | %TL  | RO | RD | RT | AS  | RB | TAP | BP | FP  | PTS  |
| -- | ------------------- | ---- | -- | -- | -- | --- | ---- | ---- | -- | --- | --- | --- | --- | ---- | -- | -- | -- | --- | -- | --- | -- | --- | ---- |
| 1  | Ernie Calverley     | 23   | 59 |    |    | 5.5 | 18.7 | .293 |    |     |     | 3.4 | 4.8 | .703 |    |    |    | 3.4 |    |     |    | 3.2 | 14.3 |
| 2  | Hank Beenders       | 30   | 58 |    |    | 4.6 | 17.5 | .262 |    |     |     | 3.1 | 4.4 | .704 |    |    |    | 0.6 |    |     |    | 3.4 | 12.3 |
| 3  | Dino Martin         | 26   | 60 |    |    | 5.2 | 17.0 | .304 |    |     |     | 1.9 | 2.8 | .661 |    |    |    | 1.0 |    |     |    | 1.6 | 12.2 |
| 4  | Earl Shannon        | 25   | 57 |    |    | 4.3 | 12.7 | .339 |    |     |     | 3.5 | 6.1 | .566 |    |    |    | 1.5 |    |     |    | 3.0 | 12.1 |
| 5  | Hank Rosenstein     | 26   | 29 |    |    | 2.8 | 8.4  | .331 |    |     |     | 3.0 | 4.5 | .669 |    |    |    | 0.6 |    |     |    | 3.5 | 8.6  |
| 6  | George Mearns       | 24   | 57 |    |    | 2.2 | 8.4  | .268 |    |     |     | 2.2 | 3.1 | .720 |    |    |    | 0.6 |    |     |    | 2.4 | 6.7  |
| 7  | Pop Goodwin         | 26   | 55 |    |    | 1.8 | 6.3  | .282 |    |     |     | 1.1 | 1.4 | .800 |    |    |    | 0.3 |    |     |    | 1.7 | 4.7  |
| 8  | Jake Weber          | 28   | 39 |    |    | 1.3 | 4.6  | .292 |    |     |     | 1.3 | 1.8 | .690 |    |    |    | 0.1 |    |     |    | 2.3 | 3.9  |
| 9  | George Pastushok    | 24   | 39 |    |    | 1.2 | 4.7  | .262 |    |     |     | 0.6 | 1.2 | .543 |    |    |    | 0.4 |    |     |    | 1.1 | 3.1  |
| 10 | Woody Grimshaw      | 27   | 21 |    |    | 1.0 | 2.7  | .357 |    |     |     | 1.0 | 2.1 | .477 |    |    |    | 0.0 |    |     |    | 1.2 | 2.9  |
| 11 | Bob Shea            | 22   | 43 |    |    | 0.9 | 3.6  | .242 |    |     |     | 0.4 | 0.8 | .576 |    |    |    | 0.1 |    |     |    | 1.0 | 2.2  |
| 12 | Elmore Morgenthaler | 24   | 11 |    |    | 0.4 | 1.2  | .308 |    |     |     | 0.6 | 1.1 | .583 |    |    |    | 0.3 |    |     |    | 0.3 | 1.4  |
| 13 | Red Dehnert         |      | 10 |    |    | 0.6 | 1.5  | .400 |    |     |     | 0.2 | 0.6 | .333 |    |    |    | 0.0 |    |     |    | 0.8 | 1.4  |
| 14 | Tom Callahan        | 25   | 13 |    |    | 0.5 | 2.2  | .207 |    |     |     | 0.4 | 0.9 | .417 |    |    |    | 0.3 |    |     |    | 0.7 | 1.3  |
| 15 | Armand Cure         | 27   | 12 |    |    | 0.3 | 1.3  | .267 |    |     |     | 0.2 | 0.3 | .667 |    |    |    | 0.0 |    |     |    | 0.4 | 0.8  |
| 16 | Lou Spicer          | 24   | 4  |    |    | 0.0 | 1.8  | .000 |    |     |     | 0.3 | 0.5 | .500 |    |    |    | 0.0 |    |     |    | 0.8 | 0.3  |
| 17 | Ken Keller          |      | 3  |    |    | 0.0 | 0.0  |      |    |     |     | 0.0 | 0.3 | .000 |    |    |    | 0.0 |    |     |    | 0.3 | 0.0  |